# زبارة (مناخة)

تعديل مصدري - تعديل

زبارة هي إحدى قرى عزلة لهاب بمديرية مناخة التابعة لمحافظة صنعاء، بلغ تعداد سكانها 301 نسمة حسب تعداد اليمن لعام 2004.